# HS Produkt
HS Produkt d.o.o. je hrvatska tvrtka za proizvodnju vatrenog oružja. Poznata je po proizvodnji poluautomatskog pištolja HS 2000 i jurišne puške VHS koji se uspješno prodaju na tržištu SAD pod imenom Springfield Armory XD. Njihov revolver RHS dobio je nagradu za inovacije ARCA 2012.

## Povijest
HS Produkt je osnovan kao IM-metal 1990. godine u vrijeme početka demokratskih promjena u Hrvatskoj. Osnivači i suvlasnici HS Produkta Ivan Žabčić i Marko Vuković su inženjeri strojarstva, a Vuković je glavni dizajner većine proizvoda tvrtke. Tvrtka je bila smještena u gradu Ozlju. Početkom 2001. godine, nakon tržišnog uspjeha u prodaji HS 2000 pištolja na svjetskom tržištu, tvrtka je promijenila ime u HS Produkt i premjestila proizvodne pogone u Karlovac. Sredinom iste godine potpisan je dugogodišnji ugovor s američkom tvrtkom Springfield Inc., koja je generalni zastupnik HS Produkta za sjevernoameričko tržište i koja opskrbljuje američku policiju, vojsku i FBI svojim proizvodima i proizvodima svojih partnera.
Prve dvije linije poluatomatskih pištolja bile su PHP i HS95, proizvedene za vrijeme Domovinskog rata, za potrebe MORH-a. Trenutni modeli poluatomatskih pištolja pripadaju liniji HS i proglašavani su pištoljima godine u SAD-u 2003., 2006., 2009. i 2013. Dokaz kvalitete proizvoda HS Produkta je i oznaka NSN (NATO StockNumber), čime su dobili ravnopravan status u sustavu oružja koje koriste članice NATO-a.
HS Produkt trenutno proizvodi oko 30.000 pištolja godišnje, s trendom rasta, a 95% proizvodnje izvozi se u SAD. Broj zaposlenih porastao je s oko 80 u 2000. godini na gotovo 1000 u 2007. i preko 1350 u 2012. godine, s padom u 2019. godini.HS Produkt predstavlja jednog od vodećih poslodavca u Karlovačkoj županiji.
Godine 2014. tvrtka je sklopila posao isporuke oružja Iraku i Tunisu, a zanimanje za VHS jurišnu pušku pokazali su i Venezuela i Kuvajt.

## Proizvodi

### HS pištolji
HS2000 je treći model poluatomatskog pištolja kojeg proizvodi hrvatska tvrtka HS Produkt od 1999. godine. Svojim dizajnom, inovativnim konstrukcijskim rješenjima, malom težinom i velikom preciznošću stekao je brojna priznanja u zemlji i u inozemstvu. Na američkom tržištu plasira ga tvrtka Springfield Armory pod nazivom SA-XD, a koriste ga i oružane snage Bosne i Hercegovine, Dominikanske Republike, Indonezije, Iraka, Makedonije, Malezije, Tajlanda, Tunis, kao i domaće oružane snage i policija.
| Linija HS-9     | Linija HS-9          | Linija HS-9       | Linija HS-9      |
| --------------- | -------------------- | ----------------- | ---------------- |
| HS-9 Standard   | HS-9 Sub-Compact     | HS-9 Tactical     |                  |
| Linija HS-40    |                      |                   |                  |
| HS-40 Standard  | HS-40 Sub-Compact    | HS-40 Tactical    |                  |
| Linija HS-45    |                      |                   |                  |
| HS-45ACP MK     | HS-45ACP Tactical MK | HS-45ACP Standard | HS-45ACP Compact |
| Linija HS-357   |                      |                   |                  |
| HS-357 Standard | HS-357 Tactical      |                   |                  |

### XDM pištolji
XDM licencirani poluautomatski pištolj proizvodi se od 2006. godine, pod licencom za američko tržište u suradnji s tvrtkom Springfield Armory. Nalikuje svom prethodnu HS pištolju, ali sadrži nekoliko značajnih inovativnih poboljšanja, poput izmjenjivih leđa rukohvata u tri različite veličine i sportske cijevi. Serija pištolja XDM dobila je titulu pištolja godine u 2009.
| Linija XDM-9          | Linija XDM-9       | Linija XDM-9   | Linija XDM-9 |
| --------------------- | ------------------ | -------------- | ------------ |
| XDM-9 3.8             | XDM-9 Compact 3.8  | XDM-9 4.5      | XDM-9 5.25   |
| Linija XDM-40         |                    |                |              |
| XDM-40 3.8            | XDM-40 Compact 3.8 | XDM-40 4.5     | XDM-40 5.25  |
| Linija XDM-45ACP      |                    |                |              |
| XDM-45ACP Compact 3.8 | XDM-45ACP 4.5      | XDM-45ACP 5.25 |              |

### XDS pištolj
XDS je tzv. subcompakt - pištolju izrazito malih dimenzija. Koristi metke kalibra 45 APC.

### RHS revolver
Pokrivaju ga dva patenta. Zbog konstrukcije bubnja za revolvere je potrebna posebna, "revolverska", municija. RHS je jedinstveni revolver jer za njega treba znatno jeftinija, pištoljska municija.
Za razliku od ostalih revolvera kojima se bubanj otvara na stranu, ovaj se otvara preklapanjem prema naprijed čime su zadovoljene potrebe i dešnjaka i ljevaka. Također je jedinstven i i po industrijskom dizajnu jer bubanj je konstruiran tako da ne može doći do slučajnog okidanja - dodiruje futrolu u dvije, a ne samo u jednoj točki.

### VHS puška
Jurišna puška VHS (Višenamjenska hrvatska strojnica) proizvodi se od 2005. godine, po NATO standardima, i u dvije inačice: kratka i duga. Osim za potrebe Oružanih snaga RH, proizvodi se i za potrebe iračke vojske. Godine 2013. lansiran je novi model jurišne puške, VHS 2 koja je poboljšana verzija prethodnog modela usuglašena s NATO standardima naoružanja. Svoju premijeru imala je na izložbi ASDA u Splitu.
| VHS-1 serija                      | VHS-1 serija          | VHS-1 serija | VHS-1 serija | VHS-1 serija |
| --------------------------------- | --------------------- | ------------ | ------------ | ------------ |
| VHS-K1 cal 5,56×45 mm             | VHS-D1 cal 5,56×45 mm |              |              |              |
| VHS-2                             |                       |              |              |              |
| VHS-K2 cal 5,56×45 mm             | VHS-D2 cal 5,56×45 mm |              |              |              |
| Bacač granata                     |                       |              |              |              |
| Bacač granata VHS-BG cal 40×46 mm |                       |              |              |              |
| Optički ciljnik                   |                       |              |              |              |
| Optički ciljnik                   |                       |              |              |              |

## Patenti
- Ciljnik IRB CT 1,5x - ciljnik s tzv. elektronski integriranom crvenom točkom; HS Produkt & Institut Ruđer Bošković (Zavod za laserska i atomska istraživanja)
- sustav za smanjivanje trzaja u bullpup puškama preusmjeravanjem plinova koji se stvaraju pucanjem metka iza vijka

## Vanjske poveznice
- Službena web stranica HS Produkta (hrv.)
- Članak u magazinu "Hrvatski vojnik" (hrv.)
- Članak u magazinu "zrno"  Arhivirana inačica izvorne stranice od 15. kolovoza 2009. (Wayback Machine) (hrv.)
- HS Produkt - finiinfo.hr (hrv.)
- HS Produkt - Izvoz proizvodnja oružja kao unosan posao - poticaji.info  Arhivirana inačica izvorne stranice od 25. rujna 2015. (Wayback Machine) (hrv.)
- HS Produkt d. o. o. Hrvatska tehnička enciklopedija, portal hrvatske tehničke baštine. LZMK